# Jorge Julio López

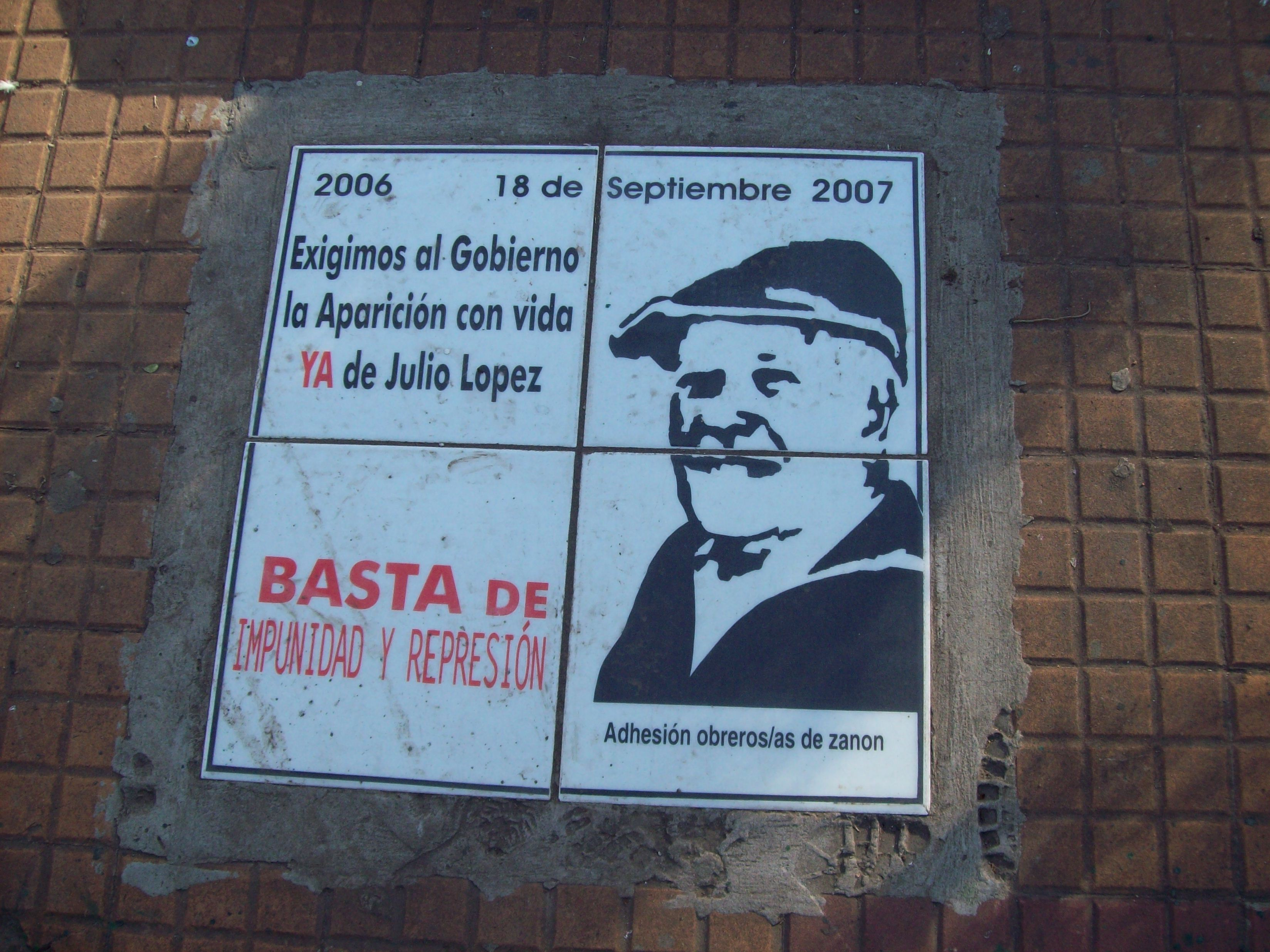
Una placa con la cara de Jorge Julio López, elaborada con baldosas por la fábrica Zanon, reclamándole al gobierno de Néstor Kirchner la aparición de Jorge Julio López, en la Pirámide de Mayo.

Jorge Julio López (General Villegas, 25 de noviembre de 1929-Desaparecido el 18 de septiembre de 2006) fue un militante peronista y albañil retirado argentino que fue víctima de desaparición forzada durante la última dictadura argentina (1976-1983) y confinado varios años en distintos centros clandestinos de detención. Sobrevivió a esta experiencia y, ya restaurada la democracia, se presentó como testigo en los Juicios por la Verdad abiertos en 1998. Luego de que el Congreso Nacional y la Corte Suprema anularan las leyes de impunidad en 2001, López quiso declarar como víctima y testigo en el juicio por delitos de lesa humanidad en el que fue condenado a prisión perpetua el policía Miguel Etchecolatz. Poco después de declarar y un día antes de que se dictara la sentencia condenatoria, durante el gobierno de Néstor Kirchner el 18 de septiembre de 2006, desapareció sin que existan noticias sobre qué le sucedió. Las sospechas recaen en algún grupo parapolicial vinculado con la fuerza.

## Primera desaparición
Sin tener una adhesión explícita al peronismo, debió dejar en 1955 su pueblo natal en la localidad rural de General Villegas, debido a la persecución contra el peronismo llevada adelante por la dictadura autodenominada Revolución Libertadora. Se instaló en Los Hornos, un barrio perteneciente a la ciudad de La Plata. Allí se dedicó a la albañilería.
En 1973, luego de derrocada la dictadura autodenominada Revolución Argentina e instalado el gobierno democrático de Héctor J. Cámpora, comenzó a colaborar con la unidad básica Juan Pablo Maestre, ubicada a pocas cuadras de su casa, simpatizando con la Tendencia Revolucionaria del peronismo, liderada por la organización político-militar Montoneros.
El 24 de marzo de 1976 fue derrocado el gobierno constitucional, tomando el poder una dictadura autodenominada Proceso de Reorganización Nacional. La noche del 27 de octubre de 1976 fuerzas de seguridad ingresaron a Los Hornos con el fin de secuestrar a los militantes del barrio. Entre los detenidos-desaparecidos se encontraba Jorge Julio López.
Las fuerzas que lo secuestraron junto a las demás personas estaban bajo el mando de Miguel Etchecolatz, por entonces director de Investigaciones de la Policía Bonaerense y mano derecha del entonces jefe de Policía de la provincia, Ramón Camps. Como director de Investigaciones, Etchecolatz dirigía los 21 centros clandestinos de detención (CCD) que había instalado la policía provincial, para torturar, violar y finalmente asesinar a las personas detenidas y hacer desaparecer sus cadáveres. La red de CCDs de la policía provincial es conocida como "el circuito Camps".
Estuvo detenido-desaparecido en cuatro centros clandestinos: Cuatrerismo, Pozo de Arana, la Comisaría Quinta y la Comisaría Octava. Allí sufrió torturas y presenció varios asesinatos, entre ellos los de dos compañeros de militancia en el barrio, Ambrosio Francisco de Marco y Patricia Dell'Orto.
El 4 de abril de 1977, cinco meses y cinco días después de haber sido secuestrado, fue "blanqueado" cuando el dictador Jorge Rafael Videla dispuso formalmente su detención sin juicio en la Unidad Penal N.º 9 de La Plata, de donde  fue liberado el 25 de junio de 1979.

## Investigación y persecución de los culpables
Luego de ser liberado, se mantuvo en silencio, incluso con su propia familia, durante varios años y volvió a trabajar con el mismo empleador para el que lo hacía antes de su desaparición. Pero sigilosamente y de manera individual, comenzó a identificar lugares y personas relacionadas con su secuestro. Esas investigaciones y sus pensamientos formaron una colección de escritos, que mantuvo en la más estricta reserva, y que agrupó bajo el título de Archivo negro de los años en que uno vivía a donde termina la vida y empieza la muerte.
Con el retorno de la democracia y a instancias del presidente Alfonsín se inicia el Juicio a las Juntas, ya en 1985. Sin embargo, toda posibilidad de investigar su secuestro y castigar a los culpables se diluyó cuando los gobiernos de Raúl Alfonsín y Carlos Menem sancionaron las llamadas leyes de impunidad, que cancelaron los juicios por violaciones de derechos humanos, con las cuales estuvo inicialmente de acuerdo.
A fines de la década de 1990 y ante la imposibilidad de enjuiciar a los responsables de los delitos de lesa humanidad, las víctimas, sus familiares y las organizaciones de derechos humanos lograron abrir lo que se conoció como los Juicios por la Verdad. Entre ellos se abrió el Juicio por la Verdad de La Plata. En ese momento se acercó, relatando su detención forzosa y los delitos que presenció. Rufino Almeida, una de las víctimas sobrevivientes, fue el primero que escuchó el testimonio de López, e inicialmente pensó que desvariaba:

La historia de Julio era muy confusa, la primera imagen que tuve fue ‘es un viejo loco’. Suele pasar que se acercan y te dicen cualquier cosa. Además su relato era que había estado en varios campos y que conocía varios lugares, todo su discurso era entreverado.

El 7 de julio de 1999 declaró como testigo en el Juicio por la Verdad de La Plata, sin que se enterara ningún miembro de su familia. Su familia se entera cuando un diario local publicó la noticia en un pequeño recuadro. Allí relató en detalle, ante los jueces de la Cámara de Federal de Apelaciones, su secuestro, las torturas sufridas, los asesinatos, violaciones y demás delitos de lesa humanidad que presenció, y los diferentes centros clandestinos en los que estuvo.
En 2003 el Congreso de la Nación declaró la nulidad de las leyes de Punto Final y Obediencia Debida sancionadas durante el gobierno de Alfonsín y en 2006 la Cámara de Casación Penal, máximo tribunal penal de la Argentina, consideró que los indultos concedidos por el presidente Menem eran inconstitucionales. La anulación de las llamadas leyes de impunidad permitió que se reabrieran los juicios por delitos de lesa humanidad cometidos hasta 1983. El primero de esos juicios reabiertos fue el que se siguió contra Miguel Etchecolatz, uno de los principales responsables de los delitos cometidos contra Jorge López.
Declaró como testigo en la causa contra Etchecolatz el 28 de junio de 2006. Sus hijos, que nunca lo habían oído contar lo que le había sucedido, estuvieron presentes y lloraron. Dos meses y medio después, el 18 de septiembre de 2006 era el día de los alegatos. López había arreglado con su sobrino Hugo Savegnago que lo pasara a buscar por su casa, con el fin de asistir al tribunal. Ese día desapareció por segunda vez. Al día siguiente, Etchecolatz fue condenado a cadena perpetua por los delitos de lesa humanidad cometidos contra López y otras personas.
El 24 de octubre de 2014, Etchecolatz y otros catorce represores fueron condenados por delitos cometidos en el centro de detención clandestino de La Cacha. Mientras se leía la sentencia, el fotógrafo Leo Vaca del portal Infojus, tomó varias fotografías a Etchecolatz sosteniendo un papel, donde se leía escrita a mano la siguiente anotación: "Jorge Julio López".

## Segunda desaparición
Luego de treinta años del último golpe de Estado, durante la presidencia y a instancias de Néstor Kirchner, el Congreso de la Nación anuló las leyes de Punto Final y Obediencia Debida. La causa por delitos de lesa humanidad contra Miguel Etchecolatz fue la primera en ser reabierta y Jorge Julio López fue uno de los testigos directos que declaró en el juicio sobre los crímenes que se le imputaban al represor.
El día 18 de septiembre de 2006 ―el día antes de la condena de Etchecolatz― López desapareció sin dejar rastros, en la ciudad de La Plata. Ese día había quedado con su sobrino Hugo Savegnago, para que lo pasara a buscar por su casa en Los Hornos para asistir al tribunal a escuchar los alegatos del juicio contra Etchecolatz. Sin embargo, salió de su casa sin esperar a su sobrino. Caminó varias cuadras y fue visto por varios testigos. La última persona que lo vio fue un vecino suyo, Abel Horacio Ponce, parado en la calle 66, “entre la verdulería y el local de Edelap”.

## Investigación de su segunda desaparición
La causa judicial formada para investigar su desaparición fue asignada al Juzgado Federal N.º 1 de La Plata, a cargo del juez Manuel Blanco hasta su muerte en 2014. Llevó el número 16 060. Durante los primeros dieciocho meses la causa fue caratulada como desaparición simple y la investigación del hecho quedó a cargo de la Policía Bonaerense, la misma fuerza de la que Etchecolatz había sido un alto funcionario.
El 30 de diciembre de 2006 el entonces presidente de la Nación Néstor Kirchner habló por cadena nacional para referirse a las desapariciones de Jorge Julio López y Luis Gerez, testigo en el caso de los crímenes de lesa humanidad de Luis Patti. Kirchner consideró que se trataba de secuestros realizados por grupos parapoliciales o paramilitares integrados por la "mano de obra desocupada", que buscaban amedrentar a jueces y testigos, con el fin de frenar los juicios reabiertos y lograr una amnistía. Kirchner convocó a utilizar y mejorar los mecanismos de protección a testigos, así como a actuar sobre las fuerzas de seguridad para superar la descomposición que significó esa participación en la represión ilegal y recuperar capacidad investigativa a favor de la ciudadanía. En 2007, el presidente Kirchner recibió a la familia de Jorge López.
En mayo de 2008, la causa fue caratulada “López, Jorge Julio, s/ desaparición forzada de personas” y la Policía Bonaerense fue apartada de la investigación. Al momento de la desaparición de López, el gobernador de la Provincia de Buenos Aires era Felipe Solá y su ministro de Seguridad León Arslanián. Hasta 2017 la investigación judicial no había podido determinar qué le sucedió a Jorge Julio López, ni encontrar sus restos en caso de haber sido asesinado —hipótesis sobre la que existe un amplio consenso—, responsables, partícipes ni encubridores. Arslanián informó años después que "en el caso de López había un cúmulo de indicios que apuntaban al grupo de tareas supérstite del ex jefe de la Policía Bonaerense Miguel Etchecolatz".
Los organismos de derechos humanos sostuvieron desde un primer momento que se trataba de un delito en el que habían participado miembros de las fuerzas de seguridad retirados y en actividad. Cuestionaron la investigación judicial y las operaciones tendientes a establecer pistas falsas. Las sospechas sobre Etchecolatz se fortalecieron en 2014, cuando un fotógrafo descubrió que, en el momento de oír su condena en otro caso de violación de derechos humanos, el policía tenía en sus manos un papel de cuaderno, donde se leía escrita a mano la siguiente anotación: "Jorge Julio López Secuestrar".

## Hipótesis
La desaparición del albañil hizo arreciar las críticas sobre el régimen de protección de testigos y sobre la falta de recaudos para frustrar amenazas contra su vida y libertad.
Inmediatamente tras su nueva desaparición, el gobernador de la Provincia de Buenos Aires Felipe Solá ofreció públicamente una recompensa de $200 000, para quien brindara información sobre su paradero. Luego esa cifra fue elevada al doble, llegando a la fecha de diciembre de 2007 al millón de pesos (unos 300 000 dólares); luego fue nuevamente elevada a 2 000 000 pesos
 Se lanzaron al aire numerosos avisos televisivos, radiales, en medios gráficos, etcétera, dando cuenta del hecho de su desaparición y de su fotografía. Se llegó incluso a enviar mensajes de texto a todos los teléfonos celulares solicitando colaboración para su búsqueda. La Policía Bonaerense movilizó miles de efectivos para los rastrillajes.
De lo antedicho, se descarta la hipótesis de la desaparición de López causada por un shock traumático que lo habría llevado a extraviarse. Algunas opiniones indican que Jorge Julio López se encontraría muerto,
asesinado por grupos de tareas vinculados a la extrema derecha que se sintieron amenazados por sus declaraciones.
A comienzos de 2011, un testigo de identidad reservada aseguró haber visto dónde y cuándo enterraron a Julio. Inmediatamente, los medios comenzaron a movilizarse. El 4 de febrero concluyeron sin éxito las búsquedas.
En 2014, la fiscalía del caso insistió nuevamente con una vieja pista previamente abandonada que apuntaba a su hijo, Rubén López, por la desaparición de su padre, y había sido aportada por el hijo menor de edad de un policía, que en 2014 ya era mayor de edad y también formaba parte de la policía.
En 2007 la diputada Nora Ginzburg impulsó un proyecto en el Congreso Nacional para crear una Comisión Bicameral, con el fin de investigar los secuestros de Luis Ángel Gerez y Jorge Julio López. Pese a que la iniciativa contó con el apoyo de la oposición, el proyecto fue vetado por el bloque del oficialismo por 106 votos contra 57.

## Homenajes
En 2012 por iniciativa del bloque FpV-Nacional y Popular, se propone designar con el nombre de "Jorge Julio López" al Salón Dorado del Palacio Municipal de La Plata "por su valioso testimonio en los juicios por la Verdad que se llevaron a cabo en nuestra ciudad, en la denominada causa Etchecolatz, en 2006".